# 2016년 5월
| 2016년: 1월 · 2월 · 3월 · 4월 · 5월 · 6월 · 7월 · 8월 · 9월 · 10월 · 11월 · 12월 |

| \| 2016년 5월 1일 (일요일) \| \| 편집 \| |  |      |
|                                          |  |      |
| 2016년 5월 1일 (일요일)                  |  | 편집 |

| 2016년 5월 1일 (일요일) |  | 편집 |

| \| 2016년 5월 2일 (월요일) \| \| 편집 \| |  |      |
|                                          |  |      |
| 2016년 5월 2일 (월요일)                  |  | 편집 |

| 2016년 5월 2일 (월요일) |  | 편집 |

| \| 2016년 5월 3일 (화요일) \| \| 편집 \| |  |      |
| 국제 (스포츠) - 축구리그인 프리미어리그에서 레스터 시티 FC가 창단 132년 만에 첫 우승을 하였다. 사회 - 서울 영등포의 한 고물상에서 조선민주주의인민공화국 화폐 5천원권 위조지폐 8만여 장이 발견되어 경찰과 국가정보원, 군당국이 조사에 나섰다. |  |      |
| 2016년 5월 3일 (화요일) |  | 편집 |

| 2016년 5월 3일 (화요일) |  | 편집 |

| \| 2016년 5월 4일 (수요일) \| \| 편집 \|                                                 |  |      |
| 사회 - 대한민국 교육부가 대학 구조조정을 위한 프라임 사업의 대상 대학교 21개를 발표했다. |  |      |
| 2016년 5월 4일 (수요일)                                                                  |  | 편집 |

| 2016년 5월 4일 (수요일) |  | 편집 |

| \| 2016년 5월 5일 (목요일) \| \| 편집 \| |  |      |
| 사회 - 대부도 토막시신 살인사건의 피해자인 최모씨의 인천 연수구 집에서 가해자 조모씨(30)가 긴급체포되었다. 국제 - 2016년 런던 시장 선거에서 노동당의 사디크 칸 후보가 당선됐다. |  |      |
| 2016년 5월 5일 (목요일) |  | 편집 |

| 2016년 5월 5일 (목요일) |  | 편집 |

| \| 2016년 5월 6일 (금요일) \| \| 편집 \| |  |      |
| 사회 - 내수 경기회복을 이유로 대한상공회의소가 건의하여 정부는 관공서의 공휴일에 관한 규정에 의하여 임시 공휴일로 지정하였다. 정치 - 조선로동당 제7차 대회: 조선민주주의인민공화국에서 7차 조선로동당 대회가 개막하였다. 문화 - 젝스키스의 5인 멤버들이 YG엔터테인먼트와 전속 계약을 맺었다. |  |      |
| 2016년 5월 6일 (금요일) |  | 편집 |

| 2016년 5월 6일 (금요일) |  | 편집 |

| \| 2016년 5월 7일 (토요일) \| \| 편집 \|                                                          |  |      |
| - 대부도 토막시신 살인사건 피의자 조성호에 대하여 구속영장이 발부되면서 실명과 얼굴이 공개되었다. |  |      |
| 2016년 5월 7일 (토요일)                                                                           |  | 편집 |

| 2016년 5월 7일 (토요일) |  | 편집 |

| \| 2016년 5월 8일 (일요일) \| \| 편집 \| |  |      |
|                                          |  |      |
| 2016년 5월 8일 (일요일)                  |  | 편집 |

| 2016년 5월 8일 (일요일) |  | 편집 |

| \| 2016년 5월 9일 (월요일) \| \| 편집 \| |  |      |
| 정치와 선거 - 조선로동당 제7차 대회: 조선로동당의 제7차 대회가 종료되었다. 제1비서 직책이 폐지되고, 김정은이 조선로동당 위원장에 추대되었다. |  |      |
| 2016년 5월 9일 (월요일) |  | 편집 |

| 2016년 5월 9일 (월요일) |  | 편집 |

| \| 2016년 5월 10일 (화요일) \| \| 편집 \|                                    |  |      |
| 국제 - 필리핀 대통령 선거에서 로드리고 두테르테 다바오 시 시장이 당선되었다. |  |      |
| 2016년 5월 10일 (화요일)                                                     |  | 편집 |

| 2016년 5월 10일 (화요일) |  | 편집 |

| \| 2016년 5월 11일 (수요일) \| \| 편집 \| |  |      |
| 사회 - 100억원대 수임료를 챙긴 부장판사 출신의 변호사 최유정이 긴급체포되었다. 문화 - 호주 웨스턴 오스트레일리아 주에서 약 44,000 ~ 49,000년 전의 것으로 추정되는 돌도끼의 조각이 발견되었다. 국제 - 이탈리아가 유럽연합 28개 회원국 중 마지막으로 동성커플의 결혼, 입양을 제외한 법적 결합을 허용했다. |  |      |
| 2016년 5월 11일 (수요일) |  | 편집 |

| 2016년 5월 11일 (수요일) |  | 편집 |

| \| 2016년 5월 12일 (목요일) \| \| 편집 \| |  |      |
| 사회 - 도둑을 폭행하여 사망에 이르게 한 도둑뇌사사건의 집주인인 피고인에 대하여 정당방위를 인정하지 않고 징역1년6월 집행유예3년이 최종적으로 대법원에서 확정되었다. 국제 - 브라질 상원은 전날부터 22시간에 걸친 마라톤 회의 끝에 표결에 들어가 전체 상원의원 81명 가운데 과반인 55명이 의견서 채택에 찬성하여 지우마 호세프 브라질 대통령에 대한 탄핵심판 절차가 시작돼 호세프 대통령의 직무가 정지됐다. |  |      |
| 2016년 5월 12일 (목요일) |  | 편집 |

| 2016년 5월 12일 (목요일) |  | 편집 |

| \| 2016년 5월 13일 (금요일) \| \| 편집 \|                                                         |  |      |
| 사회 - 한진해운이 글로벌 해운동맹 THE 얼라이언스에 합류하였다. 하지만 현대상선은 일단 제외되었다. |  |      |
| 2016년 5월 13일 (금요일)                                                                          |  | 편집 |

| 2016년 5월 13일 (금요일) |  | 편집 |

| \| 2016년 5월 14일 (토요일) \| \| 편집 \| |  |      |
| 사회 - 제주특별자치도 제주시 산간에서 피살된 중국 여성을 살해한 용의자가 체포되었다. - 2011년 사태가 발생한 지 5년만에 가습기 살균제 사건의 주범인 옥시 신현우 전 대표 등 4명을 검찰이 처음으로 구속하였다. |  |      |
| 2016년 5월 14일 (토요일) |  | 편집 |

| 2016년 5월 14일 (토요일) |  | 편집 |

| \| 2016년 5월 15일 (일요일) \| \| 편집 \| |  |      |
|                                           |  |      |
| 2016년 5월 15일 (일요일)                  |  | 편집 |

| 2016년 5월 15일 (일요일) |  | 편집 |

| \| 2016년 5월 16일 (월요일) \| \| 편집 \| |  |      |
| 사고 - 남해고속도로 창원 1터널에서 9중 추돌사고가 발생해 4명이 사망하고 56명이 부상을 입었다. (쏘렌토가 급정거를 하고, 뒤로 관광버스, 5톤 트럭, 관광 버스 2대, 모닝. 또 관광 버스 2대, 테라칸 순서로 추돌하였다.) |  |      |
| 2016년 5월 16일 (월요일) |  | 편집 |

| 2016년 5월 16일 (월요일) |  | 편집 |

| \| 2016년 5월 17일 (화요일) \| \| 편집 \| |  |      |
| 사회 - 강남역 화장실 살인사건이 발생했다  |  |      |
| 2016년 5월 17일 (화요일)                  |  | 편집 |

| 2016년 5월 17일 (화요일) |  | 편집 |

| \| 2016년 5월 18일 (수요일) \| \| 편집 \| |  |      |
| 경제 - 일본의 자동차회사 스즈키가 자사의 16개 전 차종에 걸쳐 연비 부정이 있었다고 발표하였다. 재해 - 스리랑카에서 닷새 째 이어지는 폭우로 최소 35명이 사망하고 300명 이상이 실종되었다. - 에콰도르에서 지난 4월에 이어, 한 달여만에 규모 6.7의 지진이 발생하였다. |  |      |
| 2016년 5월 18일 (수요일) |  | 편집 |

| 2016년 5월 18일 (수요일) |  | 편집 |

| \| 2016년 5월 19일 (목요일) \| \| 편집 \| |  |      |
| 국제 - 이집트 항공 소속 에어버스 A320 여객기가 지중해 상공에서 실종되었으며, 실종 당시 탑승객은 66명이다. 사회 - 대한민국 경상북도 칠곡군의 미군 부대인 캠프 캐롤에서 가스 폭발 사고가 90여 차례에 걸쳐서 발생, 파편이 튀어 비닐하우스로 관통되었다. 쌈밥 - 쌈밥 네이버 검색 기록 100회 이상을 찍었다. |  |      |
| 2016년 5월 19일 (목요일) |  | 편집 |

| 2016년 5월 19일 (목요일) |  | 편집 |

| \| 2016년 5월 20일 (금요일) \| \| 편집 \| |  |      |
| 정치 - 타이완의 새 총통으로 차이잉원이 취임하였다. 재해 - 스리랑카 서남부에 지난 14일부터 호우가 계속되면서, 콜롬보에서만 최소 20만명의 이재민이 발생하였다. - 경부고속도로 대구 대림육교에서 경유를 실은 탱크로리에서 불이나 기름이 유출되었다. 국제 - 미국 백악관 입구에서 대낮 총기사건이 발생해 백악관 일대가 일시적으로 폐쇄되었다. 북한 - 조선민주주의인민공화국 강석주 전 노동당 국제담당 비서가 식도암으로 세상을 떠났다. |  |      |
| 2016년 5월 20일 (금요일) |  | 편집 |

| 2016년 5월 20일 (금요일) |  | 편집 |

| \| 2016년 5월 21일 (토요일) \| \| 편집 \| |  |      |
|                                           |  |      |
| 2016년 5월 21일 (토요일)                  |  | 편집 |

| 2016년 5월 21일 (토요일) |  | 편집 |

| \| 2016년 5월 22일 (일요일) \| \| 편집 \| |  |      |
| 사고 - 오스트리아 넨징에 있는 콘서트장에서 총기난사가 발생해 3명이 사망하고 11명이 부상을 입었다. - 태국 치앙라이 위앙파파우에 있는 '피타끼앗 위따야 학교'의 기숙사에서 화재가 발생하여 잠자고 있던 여학생 18명이 사망하였다. |  |      |
| 2016년 5월 22일 (일요일) |  | 편집 |

| 2016년 5월 22일 (일요일) |  | 편집 |

| \| 2016년 5월 23일 (월요일) \| \| 편집 \| |  |      |
| 경제 - 독일의 제약·화학 회사인 바이엘이 미국의 대형 농업회사 몬산토를 73조원에 인수하겠다는 제안을 내놓았다. 국제 관계 - 미국이 베트남에 대한 무기 수출 금지를 전면 해제하였다. |  |      |
| 2016년 5월 23일 (월요일) |  | 편집 |

| 2016년 5월 23일 (월요일) |  | 편집 |

| \| 2016년 5월 24일 (화요일) \| \| 편집 \| |  |      |
| 사회 - 슈퍼주니어 강인은 술을 마신 상태로 자신의 벤츠 SUV 차량을 몰다 인도에 있던 가로등을 들이박고, 아무런 조치를 취하지 않은 채 자리를 떠났다. 게임 - 게임 오버워치가 정식 서비스를 시작하였다. |  |      |
| 2016년 5월 24일 (화요일) |  | 편집 |

| 2016년 5월 24일 (화요일) |  | 편집 |

| \| 2016년 5월 25일 (수요일) \| \| 편집 \|                                                        |  |      |
| 군사 - 대한민국의 방위사업청은 2016년 약 3조5천억원 어치의 외국산 무기를 수입할 계획임을 밝혔다. |  |      |
| 2016년 5월 25일 (수요일)                                                                         |  | 편집 |

| 2016년 5월 25일 (수요일) |  | 편집 |

| \| 2016년 5월 26일 (목요일) \| \| 편집 \|                                                                          |  |      |
| 정치 - 대한민국 헌법재판소가 국회선진화법 권한쟁의심판 사건에서 재판관 9명 가운데 5명의 찬성으로 각하 결정을 했다. |  |      |
| 2016년 5월 26일 (목요일)                                                                                           |  | 편집 |

| 2016년 5월 26일 (목요일) |  | 편집 |

| \| 2016년 5월 27일 (금요일) \| \| 편집 \| |  |      |
|                                           |  |      |
| 2016년 5월 27일 (금요일)                  |  | 편집 |

| 2016년 5월 27일 (금요일) |  | 편집 |

| \| 2016년 5월 28일 (토요일) \| \| 편집 \|                                                                                              |  |      |
| 사회 - 서울 지하철 2호선 구의역 승강장에서 홀로 스크린도어를 수리하던 수리공이 열차와 스크린도어 사이에 끼어 사망하는 사고가 발생했다. |  |      |
| 2016년 5월 28일 (토요일) |  | 편집 |

| 2016년 5월 28일 (토요일) |  | 편집 |

| \| 2016년 5월 29일 (일요일) \| \| 편집 \| |  |      |
| 스포츠 - 축구팀 레알 마드리드가 UEFA 챔피언스리그 2015-16 결승에서 승부차기 끝에 통산 11번째 우승을 기록하였다. 사고 - 일본 도쿄 하네다 국제공항에서 이륙 중이던 대한항공 2708편의 엔진에 화재가 발생했다. |  |      |
| 2016년 5월 29일 (일요일) |  | 편집 |

| 2016년 5월 29일 (일요일) |  | 편집 |

| \| 2016년 5월 30일 (월요일) \| \| 편집 \| |  |      |
| 정치 - 대한민국에서 제20대 국회가 개원하였다. 제20대 국회의 임기는 4년 뒤인 2020년 5월 29일까지이다. - 차기 필리핀 대통령에 로드리고 두테르테(71) 다바오시 시장, 부통령에 레니 로브레도(52) 하원의원이 각각 당선확정되었다. |  |      |
| 2016년 5월 30일 (월요일) |  | 편집 |

| 2016년 5월 30일 (월요일) |  | 편집 |

| \| 2016년 5월 31일 (화요일) \| \| 편집 \|                                                            |  |      |
| 군사 - 조선민주주의인민공화국에서 장거리 탄도 미사일인 무수단 미사일 발사를 시도하였으나 실패하였다. |  |      |
| 2016년 5월 31일 (화요일)                                                                             |  | 편집 |

| 2016년 5월 31일 (화요일) |  | 편집 |

| <           | 2016년 5월 | 2016년 5월 | 2016년 5월 | 2016년 5월 | 2016년 5월 | >          |
| 일          | 월         | 화         | 수         | 목         | 금         | 토         |
| 1 3.25 계미 | 2 26 갑신  | 3 27 을유  | 4 28 병술  | 5 29 정해  | 6 30 무자  | 7 4.1 기축 |
| 8 2 경인    | 9 3 신묘   | 10 4 임진  | 11 5 계사  | 12 6 갑오  | 13 7 을미  | 14 8 병신  |
| 15 9 정유   | 16 10 무술 | 17 11 기해 | 18 12 경자 | 19 13 신축 | 20 14 임인 | 21 15 계묘 |
| 22 16 갑진  | 23 17 을사 | 24 18 병오 | 25 19 정미 | 26 20 무신 | 27 21 기유 | 28 22 경술 |
| 29 23 신해  | 30 24 임자 | 31 25 계축 |            |            |            |            |

| 편집하기 |